# Atentat na Johna F. Kennedyja
Atentat na predsjednika Sjedinjenih Američkih Država Johna Fitzgeralda Kennedyja dogodio se u Dallasu 22. studenoga 1963. godine. Na Kennedyja su u 12:30 po lokalnom vremenu, dok se u predsjedničkoj limuzini sa spuštenim krovom vozio ulicama grada, ispaljena tri hica iz puške, od kojih su ga dva pogodila te od čega je nedugo potom umro. Nekoliko sati kasnije bivši marinac Lee Harvey Oswald uhićen je, a potom i optužen za atentat. Tvrdio je da je nedužan, ali to nije imao priliku dokazati pred sudom jer ga je dva dana kasnije u policijskoj stanici pred TV-kamerama ubio Jack Ruby, vlasnik noćnog kluba povezanog s organiziranim kriminalom. Budući da se detalji ubojstva više nisu mogli razotkriti na sudu, formirano je posebno istražno tijelo zvano Warrenova komisija, čiji je zaključak bio da je Oswald djelovao sam i ubio predsjednika iz nepoznatih motiva.
Međutim, američka javnost, dijelom i zbog toga što je bila šokirana ubojstvom mladog, karizmatičnog i popularnog vođe, a dijelom zbog niza nerazjašnjenih okolnosti vezanih uz atentat, nije prihvatila tu verziju događaja. Posebni kongresni odbor House Select Committee on Assassinations donio je tijekom 1970-ih zaključak kojim se odbacuju nalazi Warrenove komisije. Kasnija znanstvena i povijesna istraživanja, međutim, djelomično su potvrdila sporne Warrenove zaključke. Unatoč tome, atentat je već desetljećima predmet brojnih teorija zavjere, kojima su doprinos dali i holivudski filmovima na temu atentata. Zbog toga, kao i utjecaja na popularnu kulturu u SAD-u i ostatku svijeta, atentat na Kennedyja smatra se jednim od najdramatičnijih i najšokantnijih događaja u 20. stoljeću, odnosno jednim od najpoznatijih atentata u povijesti uopće.

## Događaji prije atentata
Kennedy je odlučio posjetiti Dallas iz unutrašnjopolitičkih razloga, odnosno u svrhu priprema za predsjedničke izbore 1964. godine. Cilj je bio od lokalnih pristaša i simpatizera prikupiti financijska sredstva za kampanju, svojim autoritetom pomiriti posvađane frakcije u tamošnjoj Demokratskoj stranci, odnosno poboljšati izborne izglede u saveznoj državi Teksas gdje je na izborima 1960. jedva pobijedio, a u samom Dallasu izgubio. Posjeta je dogovorena 6. lipnja 1963. godine kada su se Kennedy i njegov potpredsjednik Lyndon B. Johnson u gradu El Paso sreli s Johnom Connallyjem, guvernerom Teksasa. Javnost je o posjeti obaviještena tijekom rujna 1963. godine, a 18. studenoga dogovoreni su i njeni detalji, uključujući i vožnju kroz grad – odnosno rutu predsjedničke kolone o kojoj je također obaviještena javnost.
Dana 24. listopada 1963. godine u Dallas je došao Adlai Stevenson II, tadašnji američki veleposlanik u Ujedinjenim narodima kako bi proslavio 18. godišnjicu te organizacije. Tom prilikom su ga fizički napali demonstranti, pripadnici radikalne desnice koji su se protivili članstvu SAD-a u UN. Stevenson se bojao kako bi Kennedy mogao imati slične neugodnosti te ga je upozorio da ne dolazi u Dallas. Kennedy je takva upozorenja odbacio, ali je Jesse Curry, šef dallaske policije, odlučio uvesti dodatne mjere sigurnosti, odnosno povećati broj policajaca na ulicama, te čak regrutirati civilne dobrovoljce kako bi patrolirali gradom i dojavljivali o sumnjivim aktivnostima protiv predsjednika.
Kennedyjev posjet Teksasu trebao je trajati četiri dana – dva dana je bilo predviđeno za javne aktivnosti, a vikend za odmor na Johnsonovom ranču u Johnson Cityju. Posjeta je započela u četvrtak 21. studenoga, te je tijekom tog dana Kennedy održao govor u Zrakoplovnoj školi u San Antoniju, zatim još jedan govor na Sveučilištu Rice u Houstonu, te prenoćio u hotelu Texas u Fort Worthu. Sljedećeg jutro održao je govor u Trgovačkoj komori Fort Wortha. Potom se ukrcao u predsjednički avion kojim je doletio u Dallas.
Avion se spustio na zračnu luku Dallas Love Field u 11:40 po lokalnom vremenu. Bilo je planirano da odatle ode u Trgovački centar Trade Mart gdje bi ručao i održao govor, a popodne je trebao održati još jedan govor u gradskom vijeću Austina. Na Love Fieldu se formirala predsjednička auto-kolona koju je činilo šest vozila – u prvom i trećem su se nalazili pripadnici policije na čelu s Curryjem te Tajne službe; drugo vozilo bila je predsjednička limuzina SS-100-X u kojem su bili Kennedy, njegova supruga Jacqueline, guverner Conally i njegova supruga Nellie te dva agenta Tajne službe, uključujući vozača. U četvrtom vozilu bio je potpredsjednik Johnson, njegova supruga Lady Bird, senator Ralph Yarborough i dva agenta Tajne službe, Posljednja dva vozila bila su napunjena pripadnicima novinarskog zbora koji je pratio predsjednika na njegovim putovanjima.
Iako je posjet predsjednika mnoge građane privukao na ulice, od njih nije bilo nikakvih neugodnosti. Mnoštvo koje se okupilo dočekalo je predsjednika s vidljivim izrazima oduševljenja. Kennedy je čak dva puta naredio da se kolona zaustavi kako bi mogao izaći i rukovati se s nekim od građana, uključujući i nekoliko katoličkih redovnica.

## Atentat
Predsjednička kolona se u 12:30 nalazila u Elm Streetu, jugoistočno od zgrade Teksaškog skladišta školskih knjiga, kada su ispaljena najmanje tri hica iz puške. Jedan od njih je pogodio Kennedyja u vrat, probivši mu dušnik. Connally je također teško ranjen, pogođen metkom koji mu je probio pluća. Na hice je prvi reagirao Clint Hill, agent Tajne službe iz trećeg automobila u koloni; on je iskočio kako bi došao do predsjedničke limuzine i pokušao zaštititi predsjednika. U međuvremenu je metak iz puške pogodio Kennedyja u glavu, poprskavši unutrašnjost limuzine krvlju i dijelovima njegovog mozga. U tom se trenutku Jacqueline Kennedy nagnula iz vozila; njen čin se tumačio pokušajem bijega i sklanjanja od atentatora, ali je ona kasnije tvrdila da samo želi dohvatiti dijelove Kennedyjevog mozga. Unatoč toga što je predsjednička limuzina naglo ubrzala, Hill se uspio za nju zakačiti i vratiti Prvu damu natrag na njeno sjedalo.
Jedan od metaka je pogodio pločnik na kojem se nalazio prolaznik James Tague. Vjeruje se kako je metak ili komad metka Taguea pogodio u obraz; on nikada nije pronađen.
Ispaljivanje hitaca je izazvalo paniku među okupljenim pješacima, od kojih su se mnogi instinktivno bacili na pod nastojeći izbjeći strijelca ili strijelce. S druge strane, mnogi od njih nisu znali odakle dolaze hici. Dio je vjerovao da je strijelac bio sakriven iza grma na travnatom brežuljku u neposrednoj blizini predsjedničke limuzine.
Howard Brennan, željeznički radnik koji je predsjedničku kolonu promatrao s obližnjeg željezničkog tornja, primijetio je jednu osobu na prozoru šestog kata Teksaškog skladišta školskih knjiga, a potom je vidio kako puca iz puške. Njegov kolega Lee Bowers, nije bio siguran jesu li hici dolazili iz smjera travnjaka ili iz smjera travnjaka gdje su bila „dva nepoznata čovjeka”. Harold Norman i James Jarman Jr. – dva radnika Skladišta – tvrdili su da su kolonu promatrali s petog kata zgrade te da su jasno čuli kako netko puca i repetira pušku iznad njihovih glava.

## Lee Harvey Oswald
U trenutku atentata u zgradi Teksaškog skladišta školskih knjiga nalazio se bivši marinac Lee Harvey Oswald, koji je tamo bio zaposlen od 16. listopada. Oko podneva, odnosno oko pola sata prije ispaljivanja pucnjeva, jedan od kolega ga je vidio na šestom katu.
Oko minutu i pol nakon ispaljivanja hitaca, jedan od dallaskih policajaca je ušao u zgradu i tamo u kantini na drugom katu sreo Oswalda, koji je, prema kasnijoj izjavi bio „neobično miran i pio mineralnu vodu”. Roy Trully, njegov pretpostavljeni, ga je policajcu predstavio kao svog radnika, pa ga je policajac propustio. Oswald je iskoristio priliku kako bi iz zgrade izašao kroz glavna vrata, i to nekoliko minuta prije nego što je policija dobila nalog da blokira zgradu i zadrži sve osobe zatečene u njoj. Tek tada je Trully primijetio kako od svih radnika nedostaje upravo Oswald, što mu je bilo čudno, o tome je odmah izvijestio policiju.
Oko 12:40 Oswald je ušao u gradski autobus, ali je ubrzo (najvjerojatnije zbog pregustog prometa) zatražio od vozača da ga iskrca nakon dva gradska bloka. Potom je uzeo taksi i otišao do svog stana u koji je ušao oko 13:00, „prilično zadihan” prema svjedočenju domara. Ubrzo nakon toga izašao je noseći jaknu, i domar ga je posljednji put vidio na stajalištu autobusa.
Oswalda je oko 1,3 km od stana, dok je hodao na ulici, iz svog službenog vozila zaustavio dallaski policajac J. D. Tippit te razgovarao kroz prozor automobila. Nakon što je Tippit izašao iz vozila – između 13:11 i 13:14 – Oswald je iznenada izvadio revolver i ispalio nekoliko hitaca u Tippita, ubivši ga. Događaj je vidjelo desetak slučajnih prolaznika, koji su smjesta obavijestili policiju. Oswald je nakon toga oko 13:35 viđen kako se pokušava sakriti u obližnjoj prodavaonici cipela Hardy's. To je vidio poslovođa Johnny Calvin Brewer, koji ga je vidio kako odlazi u obližnju kino-dvoranu Texas Theater, iskoristivši zauzetost blagajnice Julie Postal kako bi ušao bez karte. Brewer je o tome izvijestio Postal, a ona je odmah nazvala policiju.
Deset minuta kasnije oko kino-dvorane našlo se najmanje dvadesetak policajaca, detektiva i pripadnika šerifovog ureda. Brewer je diskretno uveden u dvoranu gdje je identificirao Oswalda. Tada su se u dvorani upalila svjetla i policajci su krenuli uhapsiti Oswalda. Prema svjedočenjima, Oswald je pokušao pogoditi policajca, ali mu je revolver izbijen iz ruke. Došlo je do kraćeg fizičkog obračuna u kojem je Oswald prvo vikao da je „sve gotovo”, a potom tvrdio da je žrtva policijske brutalnosti.
Oswald je oko 14 sati doveden u sjedište policije gdje ga je detektiv Jim Leavelle počeo ispitivati o ubojstvu policajca Tippita. Tek kada je o hapšenju izviješten kapetan J. W. Fritz, Oswaldovo ime je povezano s radnikom koji je zbog iznenadnog odlaska iz Teksaškog skladišta školskih knjiga postao glavni osumnjičenik za atentat.

### Puška Carcano
Na šestom katu Teksaškog skladišta školskih knjiga, sakrivena iza nekoliko kutija, pronađena je puška Fucile Mod. M91/38, brzometna puška kal. 6,5 mm sa snajperskim nišanom. Nju su, ubrzo nakon atentata, pronašli policajac Seymour Weitzman i šerifov zamjenik Eugene Boone, a pronalazak je kamerom snimio Tom Alyea, snimatelj lokalne TV-stanice WFAA. Naknadne fotografske analize potvrdile su kako je puška na snimci identična pušci koja je tijekom istrage identificirana kao oružje kojim je izvršen atentat. Puška je također sa svojim izgledom identična pušci s kojom je Oswald bio pozirao za fotografije snimljene u dvorištu svoje kuće.
Kasnija istraga je ustanovila kako je Oswald pušku kupio u ožujku 1963. godine, koristeći lažno ime „A. Hidell”. Prema nalazima Warrenove komisije, na pušci je pronađen djelomični otisak Oswaldovog prsta, a i komadići vlakna koja odgovaraju košulji koju je Oswald nosio u trenutku hapšenja.
Metak pronađen u Connallyjevim bolničkim kolicima, kao i komadići metka pronađeni u predsjedničkoj limuzini su balističkom analizom povezani s puškom.

### Oswaldov pritvor i smrt
Oswaldovo privođenje u policijsku stanicu na ispitivanje su dočekali novinari, kojima je tvrdio da je „žrtveni jarac” i da ga hapse „samo zato što je živio u Sovjetskom Savezu”. Kasnije je počelo policijsko ispitivanje. Oko 19 sati Oswald je formalno okrivljen za ubojstvo policajca Tippita. Nakon toga je izašao na improviziranu novinarsku konferenciju u kojoj je prvi put javno odgovorio na to je li ubio predsjednika. Oswald je rekao da nije i da to prvi put čuje, te modricu na oku objasnio time „da ga je policajac udario”.
Oswald je sljedeća dva dana podvrgnut policijskom ispitivanju, tijekom kojega je odlučno odbacivao sve optužbe u vezi s tim ima li išta s predsjednikovim ubojstvom. Međutim, izmijenio je priču o tome gdje je točno bio za vrijeme atentata – prvi put je tvrdio da je ručao na prvom katu prije nego što je došao u kantini na drugom katu; drugi put je tvrdio kako je radio „na gornjim katovima” te se spustio na drugi kat gdje je sreo policajca. Oswald je također odbacio bilo kakve indicije da bi on mogao biti „A. J. Hidell” koji je naručio pušku, iako je naknadno pronađena krivotvorena isprava na to ime, a s njegovom fotografijom.
Oswald je tijekom ispitivanja u nekoliko navrata zatražio odvjetnika. U subotu su ga u pritvorskoj ćeliji posjetili članovi Odvjetničke komore Dallasa ponudivši mu svoje usluge. Oswald ih je, međutim, odbio zatraživši da ga zastupa John Abt, odvjetnik koji je zastupao Komunističku partiju SAD-a ili neki od odvjetnika koji pripadaju Američkoj uniji za građanska prava. Abt, kojega je Oswald nekoliko puta pokušao dobiti telefonom, bio je odsutan za vikend. Oswald je isto tako odbio ponudu svog brata Roberta da za njegov račun unajmi nekoliko lokalnih odvjetnika.
U nedjelju 24. studenoga u 11:21 po lokalnom vremenu Oswalda su policajci vodili kroz podrum sjedišta policije prije nego što su ga trebali odvesti u okružni zatvor. Podrum je bio prepun novinara, kao i TV-ekipa koji su direktno prenosili događaj. U tom trenutku je Jack Ruby, vlasnik lokalnog noćnog kluba, iznenada ispalio hitac iz pištolja koji je Oswalda pogodio u trbuh. Oswald je odveden u bolnicu gdje je u 13:07 proglašen mrtvim.

## Proglašenje Kennedyjeve smrti
Odmah nakon pucnjeva, ruta predsjedničke kolone je promijenjen te je vozilo s ranjenicima dovedeno u bolnicu Parkland Memorial u Dallasu. Dr. M.O. Perry II i još nekoliko tamošnjih liječnika izvelo je traheotomiju i masažu srca u nastojanju da predsjedniku spasi život, ali je svima bilo jasno kako su Kennedyjeve povrede tako velike da nema nikakvih šansi za preživljavanje. Zbog toga je doveden rimokatolički svećenik kako bi mu dao bolesničko pomazanje. Kennedy je preminuo u 13:00 po lokalnom vremenu, ali je Johnson, koji je po Ustavu postao novi predsjednik, naredio da se vijest o tome ne objavljuje barem pola sata, kako bi imao prilike vidjeti je li je atentat dio šireg plana za obezglavljivanje američke vlade. U istoj bolnici su tijekom dva dana izvršene dvije kirurške operacije na Conallyju, koji se kasnije oporavio od posljedica atentata.
Vijest o Kennedyjevoj smrti u 13:33 objavio je Malcolm Kilduff, tadašnji tajnik Bijele kuće za tisak. Oko 14 sati je Kennedyjevo tijelo, nakon kraćeg verbalnog sukoba Tajne službe s liječnika koji su insistirali na tome da izvrše autopsiju, odvedeno u Air Force One. U avion je došla i Jacqueline Kennedy i potpredsjednik Johnson. Johnson je u avion pozvao Sarah T. Hughes, federalnu sutkinju te pred njom u 14:38 položio predsjedničku zakletvu.
Avion je potom odletio te u 18 sati po lokalnom vremenu (17 sati u Dallasu) sletio na vojnu zračnu luku Andrews kod Washingtona. U avion je ušao Robert F. Kennedy, tadašnji američki ministar pravde i Kennedyjev brat, te nadgledao kako se lijes s bratovim tijelom odvozi u Mornaričku bolnicu Bethesda.
Johnson se iste večeri prvi put obratio naciji preko TV-ekrana kao predsjednik, tražeći njihovu potporu „u teškom trenutku”.
U međuvremenu je u Bethesdi provedena autopsija, koja je trajala od 20 sati do ponoći. Tim od trojice patologa je zaključio kako je uzrok smrti rana od metka koji je Kennedyja pogodio u potiljak i izašao kroz desni dio lubanje. Autopsija je zbog sitnih proturječnosti, pogotovo onih koji se odnose na prve ranu, kasnije bila predmet kritika.

## Pokop
Nakon autopsije 23. studenoga od ponoći do 4 sata u Mornaričkoj bolnici Bethesda Kennedyjevo tijelo podvrgnuto je kozmetičkom tretmanu i balzamiranju kako bi bilo pripremljeno za pokop. Nakon toga je dovezeno u Bijelu kuću, gdje je bilo smješteno u Istočnoj sobi, u kojoj je ostalo 24 sata. Tom prilikom Kennedyju su dolazili odati počast članovi obitelji i bliža rodbina. Sljedećeg dana lijes je konjima na lafeti vođen ulicama Washingtona do zgrade Kapitola, gdje su mu na odru počast odale stotine tisuća građana. U ponedjeljak je tijelo odvezeno u Katedralu sv. Mateja, gdje je održana misa zadušnica. Potom je odvezeno na Nacionalno groblje Arlington, gdje je pokopan uz najviše vojne i državne počasti.

## Snimke atentata
Atentat na Kennedyja nije zabilježio nijedan profesionalni audio ili videosnimatelj, s obzirom na to da su tadašnje radijske i televizijske stanice – bilo lokalne, bilo nacionalne – smatrale da sama predsjednička kolona nije dovoljno važna. Umjesto toga većina fotoreportera i snimateljskih ekipa bila je smještena u Trade Martu, gdje se očekivao predsjednikov dolazak. Dio reportera vozio se s predsjednikom u koloni, ali tek u posljednja dva automobila.
Dallaska policija svoj je radiopromet snimala na dva kanala. Frekvencija zvana Kanal 1 (engleski: Channel One) bila je korištena za rutinske policijske komunikacije, dok je posebna frekvencija, zvana Kanal 2 (engleski: Channel Two), korištena za koordinaciju djelatnosti vezanu uz predsjedničku kolonu. Sve do samog atentata najviše poruka vezanih uz ovaj kanal sastojalo se od obavijesti Jesseja Curryja o kretanju kolone kroz pojedine ulice.
S druge strane, sam atentat je ipak bio zabilježen, i to zahvaljujući nijemom filmu u boji koji je napravio poduzetnik i filmski amater Abraham Zapruder s kamerom od 8 mm. Film je trajao 26,6 sekundi i postao je poznat kao Zapruderov film. Njegovi kadrovi prvi su put objavljeni u časopisu Life, a u potpunosti je javno prikazan godine 1969. prilikom suđenja Clayu Shawu, odnosno 1975. na televiziji. Prema Guinnessovoj knjizi rekorda, posebna arbitraža je naredila američkoj vladi da Zapruderovim nasljednicima plati 615.384 $ po sekundi filma kako bi ga mogla čuvati u Nacionalnim arhivama. Vrijednost cijelog filma danas se procjenjuje na 16 milijuna $.
Zapruder nije bio jedini snimatelj tog dana; na Daley Plazi zabilježene su 32 osobe s fotografskim ili filmskim kamerama. Amaterski filmovi koji su napravili Orville Nix, Marie Muchmore (prikazan na njujorškoj televiziji 26. studenoga 1963.), i Charles Bronson (ne istoimeni glumac) zabilježili su kobni hitac, iako na većoj udaljenosti od Zaprudera. Ostale filmove na Dealey Plazi u vrijeme ili neposredno prije ili iza atentata napravili su Robert Hughes, F. Mark Bell, Elsie Dorman, John Martin Jr., Patsy Paschall, Tina Towner, James Underwood, Dave Wiegman, Mal Couch, Thomas Atkins te nepoznata žena u plavoj haljini na južnoj strani Elm Streeta. ↓1 Fotografije su snimili Phillip Willis, Mary Moorman, Hugh W. Betzner Jr., Wilma Bond, Robert Croft i mnogi. Jedini profesionalni fotograf na Dealey Plazi, a koji nije bio u auto-koloni, bio je Ike Altgens, foto-urednik biroa Associated Pressa u Dallasu.
Nepoznata žena, kojoj su istražitelji dali nadimak Babushka Lady (Gospođa Babuška), vjerojatno je snimala predsjedničku kolonu za vrijeme atentata, jer snimke jasno pokazuju da to čini.
Dana 20. veljače 2007. u Muzeju Šestog kata u Dallasu objavljena je prethodno nepoznata snimka u boji napravljena na dan atentata. Film ne uključuje snimku samog atentata, ali je napravljen otprilike 90 minuta prije atentata, nekoliko uličnih blokova dalje. Jedini detalj relevantan za istragu je prikaz zgužvane Kennedyjeve jakne, što je dovelo do drukčijih proračuna gdje je točno Kennedy bio pogođen prvim metkom.

## Reakcije na atentat
Atentat na Johna F. Kennedyja u SAD-u je i cijelom svijetu izazvala šok i nevjericu. Kao glavni razlog navodi se karizmatični lik predsjednika za kojega javnost jednostavno nije mogla zamisliti da bi mogao umrijeti mlad, odnosno da bi jedna tako snažna država kao SAD mogla izgubiti svog vođu na takav način. Tom efektu dosta su doprinijeli i televizija, odnosno moderni masovni mediji, koji su vijesti o Kennedyjevom ubojstvu proširili dotada nezapamćenom brzinom i u sve dijelove svijeta, čime je to postao događaj bez presedana.
Prvih sat vremena nakon pucnjeva – kada svi detalji nisu bili poznati – osim šoka i nevjerice vladao je i strah, s obzirom na to da je u vrijeme atentata još uvijek trajao hladni rat, odnosno nije bilo jasno je li atentat dio šire zavjere odnosno plana da se obezglavi i paralizirala vodstvo američke vlade.
Vijest o atentatu američka je javnost uglavnom čula preko televizije. Samo deset minuta nakon ispaljivanja prvih pucnjeva – u 13:40 po istočnoameričkom, odnosno 12:40 po lokalnom vremenu Istočnoameričko vrijeme TV-kuća CBS je prekinula redovni program, odnosno epizodu sapunice As the World Turns kako bi javila kako su na predsjednika u Dallasu ispaljeni hici, te da je ranjen. Vijest je saopćio slavni TV-voditelj Walter Cronkite, koji će kasnije javnosti prvi saopćiti i da je predsjednik preminuo. Prekid redovnog programa je nekoliko desetaka minuta kasnije postao stalan, odnosno sve TV-kuće su počele 24-satni program emitiranja vijesti vezanih uz atentat, što će kasnije postati uobičajena praksa za događaje takvog tipa.
S obzirom na to da se atentat dogodio za vrijeme radnog vremena, a u nekim slučajevima za vrijeme pauze za ručak, vijest se brzo širila i među onima koji nisu raspolagali s pokretnim radio-uređajima. Gotovo sva svjedočanstva pokazuju da je vijest bolno odjeknula; spominjali su se brojni slučajevi kako su građani, bez obzira na spol, rasu ili starost, plakali na ulici; u nekim slučajevima su započele spontane molitve. U gradovima su se gomile okupljale oko izloga trgovina s TV-uređajima kako bi satima promatrali što se događa. Ravnatelji mnogih škola čuvši vijest odmah, prekinuli nastavu i učenike poslali njihovim roditeljima.
Slične reakcije, iako u manjoj mjeri, mogle su se vidjeti i u ostatku svijeta. Izraze žalosti svojih građana slijedile su i mnoge vlade, izražavajući službenu sućut američkoj vladi, ali i obraćajući se građanima preko TV-ekrana i masovnih medija. U mnogima od njih je 25. studenoga 1963. – dan kada je Kennedy pokopan – postao dan narodne žalosti.
U nekoliko dana nakon ubojstva, odnosno do pokopa, mnoge savezne države SAD-a proglasile su neradni dan kako bi svojim građanima omogućile da ga prate preko televizije. Zbog toga su bile zatvorene škole i trgovine. Radio-stanice prestale su emitirati uobičajeni program te su umjesto toga emitirale klasičnu ili instrumentalnu glazbu prekinutu s kratkim vijestima.
Gotovo svim Amerikancima koji su bili dovoljno zreli da shvate što se dogodilo na dan atentata postao je jedan od najvažnijih u njihovim životima. Brojna istraživanja pokazala su kako se desetljećima nakon atentata gotovo svi mogu točno sjetiti gdje su bili i što su radili kada su čuli vijest o atentatu. Sličan efekt je prije toga imao samo Napad na Pearl Harbor 1941. godine, odnosno nakon toga teroristički napadi 11. rujna 2001. Sveopća žalost, odnosno njeno izražavanje, u svijetu se neće ponoviti sve do pogibije princeze Diane 1997. godine.

## Službene istrage
Atentat na Kennedyja je od trenutka samog događaja, pa sve do kraja 1970-ih bio predmetom službenih istraga nekoliko raznih organa na lokalnoj i federalnoj razini.

### Dallaska policija
Atentat je prvo istraživala dallaska policija, koja je, uz pomoć šerifa okruga Dallas, ispitivala svjedoke i prikupljala materijalne dokaze vezane uz atentat, uključujući pušku Carcano. Njeni pripadnici uhapsili su Leeja Harveya Oswalda i podvrgli ga ispitivanju koje je s pauzama provođeno od 14:30 u petak do 11:00 u nedjelju, u ukupnom trajanju od 12 sati. Većinu pitanja je postavljao kapetan Fritz, povremeno praveći bilješke, od kojih je nekoliko dana kasnije napravio pisani izvještaj. Ispitivanje nisu pratili službeni stenografi niti je bilježeno magnetofonom. Uz Fritza i pripadnike dallaske policije, kod ispitivanja bili su prisutni i agenti FBI-a i Tajne službe, koji su povremeno postavljali pitanja Oswaldu. Agenti FBI-a također su o ispitivanju napravili službene izvještaje.
U petak navečer dallaska je policija nad Oswaldom provela parafinski test. Ustanovljeno je da je tog dana iz svojih ruku ispalio vatreno oružje, ali se tragovi baruta nisu mogli pronaći na njegovim obrazima, te nije postojao neoboriv materijalni dokaz da je taj dan pucao iz puške. Na osnovu toga je nekoliko godina kasnije Jesse Curry dao izjavu prema kojoj „nemamo dokaz da je Oswald pucao iz puške, niti smo ga imali. Nitko dosad nije bio u stanju da Oswalda stavi u tu zgradu s puškom u ruci.”

### FBI
FBI je bilo prvo tijelo koje je završilo istragu o atentatu. Dana 24. studenoga 1963., samo nekoliko sati nakon Oswaldovog ubojstva, ravnatelj FBI-a svojim je podređenima rekao da želi „nekakav dokument kojim bi uvjerili javnost da je Oswald pravi atentator.” Dana 9. prosinca 1963. – odnosno samo 17 dana nakon atentata – FBI je poslao svoj prvi službeni izvještaj Warrenovoj komisiji. Nakon toga je FBI služio kao glavno istražno tijelo Komisije.
FBI-jev preliminarni izvještaj razlikovao se od kasnijeg izvještaja Warrenove komisije; isto kao i Warrenova komisija, FBI-jevi istražitelji tvrdili su da su ispaljena tri metka – prema toj verziji sva tri su pogodila osobe u automobilu; prvi i treći Kennedyja, a drugi Connallyja. Warrenova komisija je tvrdila da je prvi metak promašio, a da je drugi prošao i kroz Kennedyja i kroz Connallyja, a što je poznato kao teorija o jednom metku.
FBI je kasnije bio predmetom kritike zbog prikrivanja važnog detalja istrage. U izvještaju Warrenovoj komisiji priložio je Oswaldov adresar, ali je u njemu bilo izbrisano ime Jamesa Hostyja, agenta FBI iz terenskog ureda u Dallasu. Poslije se otkrilo da je Oswald deset dana prije atentata došao u ured FBI i tražio susret s Hostyjem. Kada mu je rečeno da je Hosty odsutan, Oswald je ostavio poruku u kojem upozorava FBI „da prestanu uznemiravati njegovu suprugu inače će dići u zrak sjedište FBI ili Dallaske policije”. Odmah nakon što je Ruby ubio Oswalda, Hosty je po naređenju J. Gordona Shanklina, svog pretpostavljenog, uništio poruku tako što je iscijepao i bacio u zahod. Taj detalj je otkriven tek 1970-ih prilikom ispitivanja koje je proveo Kongresni odbor za atentate (engleski: House Select Committee on Assassinations, skraćeno HSCA).
HSCA je kasnije u svojim zaključcima ocijenio da je FBI „adekvatno” i „profesionalno” istražio Oswalda i njegovu eventualnu ulogu u atentatu, ali da „nije dovoljno istraživao mogućnost zavjere”, odnosno „dijelio informacije s drugim agencijama”.

### Warrenova komisija
Oswaldovim ubojstvom nestala je mogućnost da američka i svjetska javnost detalje atentata, odnosno njegovu eventualnu pozadinu, saznaju putem redovnog suđenja. Zbog toga je predsjednik Johnson 29. studenoga 1963. donio odluku kojom je ustanovljava posebna istražna komisija. Na njeno čelo je postavljen Earl Warren, tadašnji predsjednik Vrhovnog suda.
Istraga Warrenove komisije trajala je deset mjeseci. Na temelju nje sačinjen je izvještaj, koji je objavljen krajem rujna 1964. godine. Njegovi glavni zaključci bili su da je atentat izveden puškom sa šestog kata Skladišta školskih knjiga, da su ispaljena samo tri metka, od kojih je jedan promašio, a dva pogodila Kennedyja, odnosno jedan Connallyja. Također je zaključeno kako je počinitelj bio Oswald. Najvažniji zaključak je da iza atentata nije stajala nikakva zavjera – niti domaća niti vanjska – odnosno da je Oswald djelovao sam „iz nepoznatih motiva”. Sličan zaključak je donesen i za čin Jacka Rubyja, za koga je također utvrđeno da je „djelovao sam iz nepoznatih motiva”. Službena verzija o Oswaldu kao jedinom počinitelju postala je poznata kao teorija o usamljenom strijelcu.
Warrenova komisija u svom je zaključku također kritizirala Tajnu službu zbog neadekvatnih mjera sigurnosti, odnosno zbog propusta da se agenti Tajne službe postave neposredno kraj predsjednika u limuzini. Warrenova komisija je držala da bi u tom slučaju agenti mogli reagirati na prvi hitac, odnosno tijelom zaštiti predsjednika od daljeg ranjavanja.

### Suđenje Clayu Shawu
Početkom 1967. godine je Jim Garrison, tužitelj za okrug New Orleansa, na osnovu vlastite istrage o atentatu, dao uhapsiti lokalnog biznismena Claya Shawa te ga optužio za sudjelovanje u zavjeri za ubojstvo Kennedyja. Proces je završen 1969. godine na sudu oslobađajućom presudom. Garrison je o svojoj istrazi napisao knjigu koja je postala temelj za JFK, poznati film Olivera Stonea iz 1991. godine.

### Komisija Ramseya Clarka
Godine 1968. tadašnji državni tužitelj Ramsey Clark sastavio je četveročlanu komisiju medicinskih i forenzičkih stručnjaka koja je na temelju dostupnih izvještaja, fotografija i svjedočenja trebala donijeti zaključak o broju i vrsti predsjednikovih rana. Ona je potvrdila zaključke Warrenove komisije, odnosno utvrdila da je predsjednik pogođen s dva metka ispaljena „s visine” i „odostraga”.

### Rockefellerova komisija
Nakon što je afera Watergate, između ostalog, razotkrila brojne protuzakonite aktivnosti koje su na teritoriju SAD-a i protiv američkih građana vršili agenti CIA-e, predsjednik Gerald Ford formirao je posebnu istražnu komisiju predsjedničku komisiju za istraživanje djelovanja CIA-e u SAD-u, koja je ime dobila po potpredsjedniku Nelsonu Rockefelleru, koji joj je bio na čelu. Objavljivanje Zapruderovog filma, odnosno trzaj predsjednikove glave ulijevo – koji je mnogima bio dokaz da je kobni hitac ispaljen zdesna, odnosno s travnatog brežuljka – bio je poticaj Komisiji da počne istraživati eventualnu ulogu CIA-e i njenih agenata u samom atentatu. Istraga, koja se koncentrirala na agente E. Howarda Hunta i Franka Sturgisa, nije pronašla nikakve uvjerljive dokaze da je CIA bila neposredno uključena u atentat.

### Kongresni odbor za atentate
Godine 1976. Zastupnički dom američkog Kongresa formirao je posebnu istražno tijelo čiji je zadatak bio rasvijetliti okolnosti kako atentata na Kennedyja, tako i atentata na Martina Luthera Kinga 1968. i guvernera Georgea Wallacea 1972. To, tijelo, čiji je službeni naziv bio Kongresni odbor za atentate provodilo je istragu u tajnosti do 1978. godine, a konačne zaključke objavilo je 1979. godine.
Oni su bili kritični prema zaključcima Warrenove komisije. Najvažnije je bilo odbacivanje teorije usamljenog strijelca, iako se Oswald i dalje smatrao atentatorom. Na osnovu audio-snimki dallaske policije ustanovljeno je da su na Kennedyjevu kolonu ispaljena četiri umjesto tri metka, odnosno da je Oswald sa šestog kata ispalio tri metka, a četvrti metak ispalila je nepoznata osoba, najvjerojatnije s travnatog brežuljka.
HSCA je zaključio kako je „vrlo vjerojatno” da je predsjednikova smrt rezultat zavjere te je kritizirao FBI i druge istražne organe što su zanemarili tu mogućnost. S druge strane, HSCA je svojim zaključcima također ustanovila da „ne može dokazati” da su zavjeru inicirali, odnosno u njoj sudjelovali SSSR, Castrova Kuba, kubanski antikastrovski emigranti, CIA, FBI, Tajna služba, odnosno grupe ili pojedinci vezani uz američki organizirani kriminal.
Zaključak HSCA postao je predmetom žestokih kritika, dijelom zbog toga što su teoriju o četvrtom metku osporili stručnjacima, a dijelom i zbog toga što je najveći dio izvještaja bio zatvoren za javnost. Zadnje je uklonjeno posebnim zakonom 1992, kojim je osnovano tijelo zvano kao Uprava procjene bilješki o atentatu (ABRB), a koje je do 1998. objavilo 98 % svih relevantnih dokumenata.

## Teorije zavjere
Službena verzija o Oswaldu kao usamljenom strijelcu u američkoj, a kasnije i u svjetskoj javnosti, bila je predmet kritike od samog početka. Spekulacije o zavjeri pojavile su se gotovo odmah. Tako je Jacqueline Kennedy, putujući s muževim tijelom u Washington, na prijedlog da se presvuče, odnosno skine krvlju uprljanu haljinu, rekla „Želim da vide što su učinili”, čime je sugerirala da iza zločina stoji više počinilaca. Iako su te riječi izrečene u trenutku kad je istraga trajala, one su bile odraz široko rasprostranjenog mišljenja među Kennedyjevim pristalicama.
Spekulacijama o zavjeri bitno su doprinijeli i naknadni događaji, kao što su Vijetnamski rat, odnosno afera Watergate, a posebno atentati na Martina Luthera Kinga i Roberta F. Kennedyja, koji su stvorili dojam da je atentat samo dio jednog šireg procesa, odnosno zavjere „mračnih sila” kojima je Kennedy iz ovih ili onih razloga stajao na putu.
Samo tri godine nakon atentata odvjetnik Mark Lane napisao je knjigu pod nazivom Rush to Judgement, u kojoj se žestoko protivi Warrenovoj komisiji, a potom je 1966. po njoj snimljen i istoimeni dokumentarni film u režiji Emilea de Antonija, jedan od prvih u nizu koji će iznositi argumente za brojne teorije zavjere.

### Zataškavanje
Većina kritika službene verzije tiče se nepreciznosti i proturječnosti u podatcima na kojima je Warrenova komisija zasnivala svoje zaključke. To uključuje početne tvrdnje dallaske policije da je Oswald bio naoružan s puškom Mauser kal. 7,65 mm umjesto puškom Carcano. Također se tvrdilo da su pojedini svjedoci atentata bili predmetom uznemiravanja i prijetnji kako bi dali „željeni iskaz”. Jedan od najčešćih argumenata teoretičara zavjere jest veliki broj „nerazjašnjenih smrti” osoba koje su bile svjedoci atentata, odnosno kako su se te smrti događale neposredno pred početak kongresnih i drugih istraga vezanih uz atentat. Često se navodi i skrivanje dokumenata od javnosti pod izgovorom „povjerljivosti”, iako je ona skinuta posebnim zakonom 1992. godine, a preostalih samo oko 2 % dokumenata postali su potpuno dostupni 2017. godine. Kao argument se navode i proturječnosti u Kennedyjevoj autopsiji, odnosno različiti zaključci o ranama na tijelu predsjednika, vrsti municije kojom je pogođen i najvjerojatnijoj putanji metka i položaju strijelca/oružja.
Zbog toga se stvorila percepcija kako su mnoge činjenice o atentatu skrivene od javnosti, odnosno kako su vlasti – bilo lokalne, bilo nacionalne – u većoj ili manjoj mjeri zataškale ključne podatke o atentatu.

### Strijelac s travnatog brežuljka
Sve teorije zavjere navode kako Oswald nije djelovao sam. Neke smatraju kako uopće nije ni sudjelovao u atentatu, odnosno kako su svi dokazi protiv njega – puška, fotografija na kojoj pozira s njom, iskazi svjedoka kako ubija Tippita i sl. – podmetnuti, odnosno kako su svjedoci bili instruirani da ga smještaju na mjesto i vrijeme zločina. Oswald je prema tim teorijama, s obzirom na svoju bizarnu prošlost i aktivnosti neposredno prije atentata, pažljivo odabran kao „žrtveni jarac”.
Umjesto njega atentat je počinio drugi strijelac ili više njih. Pri tome se najčešće spominje „travnati brežuljak” (engleski: Grassy knoll) na Dealey Plazi neposredno pred mjesto gdje je predsjednik ubijen. U trenutku atentata tamo se nalazila ograda iza koje se strijelac mogao sakriti i ispaliti hice koji bi Kennedyja pogodili s desne strane. Od 1960-ih nadalje spominju se svjedoci koji tvrde da su vidjeli „sumnjive ličnosti” koje su se nalazile na tom mjestu u trenutku atentata. Oko 30 % svih prolaznika koji su se u trenutku atentata našli na Dealey Plazi tvrde kako su čuli hice koji dolaze s tog mjesta, a ne sa Skladišta školskih knjiga. Tu je i činjenica da je Kennedy glavu, kada je pogođen fatalni metak, ide unazad, a ne naprijed kako bi se moglo očekivati da će ići ako udari s leđa. Tu je i veliki broj doktora i medicinskih sestara u Parkland Memorial Hospitalu, kao i drugi, koji je prijavio da je glavni dio leđa predsjednika glava je raznesena, snažno ukazuje na to da je bio pogođen s prednje strane.
Teorije zavjere također su se povezivale s tajanstvenom trojicom „skitnica” iz obližnjih željezničkih vagona koje je dallaska policija neposredno nakon atentata uhapsila, a potom iznenada pustila. „Skitnice” su, prema svjedočanstvima, bile „neobično urednog izgleda”, pa se vjerovalo da su u pitanju agenti CIA-e koji su nadgledali atentat. Tek 1990-ih su otkrivena njihova prava imena, odnosno da je uistinu bila riječ o skitnicama.

### Zavjera u New Orleansu
Veliki dio dokaza i indicija za teorije zavjere dao je Oswaldov boravak u New Orleansu, pri čemu je dolazio u dodir s krugovima kubanskih anticastrovskih emigranata, ali i s njima povezanim radikalnim antikomunistima pri čemu se isticali privatni detektivi David Ferrie i Guy Banister. Zadnji je bio poslovno povezan s Carlos Marcellom, vođom talijansko-američke mafije u New Orleansu. Njih dvojicu je, na osnovu svjedočenja Jacka Martina, jednog od Banisterovih zaposlenika, tužitelj Jim Garrison povezao s Clayem Shawom, poslovnim čovjekom koga je optužio za sudjelovanje u zavjeri. Shaw je oslobođen na sudu, ali su funkcioneri CIA-e potvrdili da je Shaw s njima povremeno surađivao za vrijeme putovanja po Latinskoj Americi. Ova navodna zavjera postala je jednim od temelja zapleta za Stoneov JFK.

### Mogući počinitelji/naručitelji
Tijekom godina pojavile su se brojne spekulacije, odnosno tvrdnje o osobama ili institucijama koje su dale zeleni signal, odnosno zapovjedile i naručile Kennedyjev atentat. Ispod je priložena tablica s najčešće spominjanim krivcima, odnosno objašnjenja njihovih motiva. Pri tome valja napomenuti da sudjelovanje jedne dolje navedene organizacije/pojedinca ne isključuje sudjelovanje druge, npr. moguće je zamisliti kako su CIA i talijansko-američka mafija surađivali u atentatu na Kennedyja.
| Naručilac                                              | Motiv | Napomena                                                                     |
| ------------------------------------------------------ | --- | ---------------------------------------------------------------------------- |
| Bijeli rasisti u Teksasu/ američkom Jugu/ Ku Klux Klan | Kennedyjeva potpora pokretu za građanska prava crnaca, mržnja protestantskih južnjaka prema Kennedyju kao katoliku | -                                                                            |
| Talijansko-američka mafija                             | Robert F. Kennedyjevo intenziviranje progona mafijaša; nevraćanje usluga za pomoć Kennedyjevima prilikom namještanja izbora 1960.                                                                                        | -                                                                            |
| Anti-castrovski nastrojeni kubanski emigranti          | Kennedyjeva „izdaja” u Zaljevu svinja; nevolja za invaziju Kube | -                                                                            |
| CIA                                                    | Kennedyjevo nastojanje da se ta organizacija „zauzda”; smjena dugogodišnjeg i popularnog direktora Allena Dullesa; protivljenje CIA-inoj politici i metodama                                                             | -                                                                            |
| Pentagon/vojska                                        | Kennedyjevo ograničenje nuklearnih testova, protivljenje eskalaciji Vijetnamskog rata, poniženje u Zaljevu svinja i Kubanskoj krizi;                                                                                     | -                                                                            |
| FBI                                                    | Dugogodišnje osobno neprijateljstvo direktora FBI-a J. Edgara Hoovera i klana Kennedyjevih; nastojanje Roberta F. Kennedyja da se FBI stavi pod kontrolu Ministarstva pravde, a Hoover smijeni ili mu se smanje ovlasti; | -                                                                            |
| vojno-industrijski kompleks                            | Kennedyjevi navodni planovi da se smanje ili ograniče izdaci za vojsku kako bi se preusmjerili na socijalna izdavanja, a što bi upropastilo vodeće tvrtke za proizvodnju oružja i vojne opreme                           | -                                                                            |
| teksaški naftni lobi                                   | Kennedyjevi navodni planovi da se nacionalizira ili djelomično stavi pod kontrolu naftna industrija, odnosno ulaže u alternativne izvore energije                                                                        | -                                                                            |
| Federalne rezerve SAD-a                                | Kennedyjeva predsjednička uredba br. 11100 koja se tumači kao početak planiranog ukidanja sustava Federalnih rezervi | -                                                                            |
| Lyndon B. Johnson                                      | dolazak na mjesto predsjednika SAD-a temeljem Ustava, nakon što je Kennedy fizički uklonjen | najočitija i najuvjerljivija teorija zavjere po načelu cui bono              |
| Aristoteles Onassis                                    | ljubomora ili ljubavna veza s predsjednikovom suprugom Jacqueline Bouvier Kennedy | -                                                                            |
| Izrael                                                 | Kennedyjevo protivljenje izraelskom nuklearnom programu koji je početkom 1960-ih započet u pustinji Negev | -                                                                            |
| SSSR / Istočni blok                                    | odmazda Kennedyju za poniženje koje je Sovjetima priredio natjeravši ih da prvi popuste u Kubanskoj krizi | -                                                                            |
| Fidel Castro                                           | odmazda za stalne Kennedyjeve pokušaje atentata/svrgavanja | ovu tezu je krajem 1960-ih u privatnom razgovoru s novinarima, iznio Johnson |

### Kritike teorija zavjera
Mnoge od gore navedenih teorija zavjera kritizirali su povjesničari i istraživaču koji njihovim zagovornicima zamjeravaju nedostatak dokaza za tvrdnje, odnosno njihovu proturječnost, pretjeranu sklonost da se za zaključke umjesto činjenica koriste spekulacije, odnosno masovnom i vrhunski organiziranom zavjerom nastoje protumačiti događaji za koje postoje daleko „prozaičnija” i uvjerljivija objašnjenja.
Kao jedan od takvih primjera navodi se prikrivanje dokaza i podataka koje su vršile dallaska policija, Tajna službe i FBI, što je po mišljenju zagovornika teorija zavjere ključni dokaz o umiješanosti tih institucija u atentat. Skeptici smatraju da je prikrivanje bilo umjesto toga nastojanje da se sa sebe skine odgovornost za propuste u zaštiti predsjednika koji su doveli do katastrofalnih posljedica.
Najpoznatije djelo posvećeno negiranju teorija zavjera je Case Closed: Lee Harvey Oswald and Assassination of JFK, koju je 1993. izdao istraživački novinar Gerald Posner. Sedam godina ranije britanska je TV-stanica London Weekend Television organizirala simulirano suđenje Oswaldu gdje je Oswalda branio poznati odvjetnik Gerald Spence, a optužbu zastupao poznati tužilac Vincent Bugliosi. Proces je završio osuđujućom presudom za Oswalda, koji je proglašen jedinim krivcem za atentat. Na temelju materijala prikupljenog za to suđenje je Bugliosi godine 2007. izdao knjigu Reclaiming History u kojoj žestoko kritizira teorije zavjere.
Skeptici popularnost teorija zavjera često tumače time što se američka javnost 1960-ih nikada nije pomirila sa smrću predsjednika, a još manje sa saznanjem da čak i osobu kao predsjednik SAD-a može ubiti poremećeni pojedinac.

## Artefakti, muzeji i spomen-obilježja
Avion Air Force One koji je na dan atentata služio kao predsjednički avion izložen je u Nacionalnom muzeju američkog vojnog zrakoplovstva u Daytonu u saveznoj državi Ohio. Njegova unutrašnjost se može razgledati, uključujući mjesto gdje je bio smješten Kennedyjev lijes kao i mjesto gdje je Jacqueline Kennedy stajala u krvlju poprskanoj ružičastoj haljini dok je Lyndon B. Johnson davao predsjedničku zakletvu. Limuzina Lincoln Continental iz 1961. trenutačno se nalazi u Muzeju Henryja Forda u gradu Dearborn u Michiganu.
Oprema iz šok-sobe u Memorijalnoj bolnici Parkland gdje je Kennedy proglašen mrtvim – uključujući nosila – je godine 1973. od bolnice otkupila federalna vlada i smjestila u podzemno skladište Nacionalnih arhiva u gradu Lenexa. Ružičasto odijelo Prve dame, izvještaj autopsije i rendgenske snimke smještene su u skladištu Nacionalnih arhiva u gradu College Park u Marylandu, a pristup njima je pod nadzorom predstavnika Kennedyjeve obitelji. Puška za koju se smatra da je koristio Oswald, njegov dnevnik, komadi metaka kao i vjetrobran Kennedyjeve limuzine nalaze se u Arhivama. Odar na kojem je Kennedyjev lijes bio izložen u zgradi Capitola može se vidjeti u Centru za posjetitelje američkog Kapitola.
Područje oko Dealey Plaze površine od tri ara, okolne zgrade, nadvožnjak i dio obližnjih željezničkih traka uključujući željeznički toranj 12. je listopada 1993. Nacionalna služba parkova učinila dijelom Povijesnog distrikta Dealey Plaza. Najveći dio područja otvoren je za posjetitelje, uključujući park i travnjak. Iako se još uvijek koristi kao normalna gradska ulica, točka gdje se predsjednička limuzina zaustavila prilikom otvaranja paljbe označena je s „X”. Teksaško skladište školskih knjiga, pak, svake godine prima 325.000 posjetitelja koji dolaze u Muzej Šestog kata na Dealey Plazi kojom upravlja Povijesna zaklada okruga Dallas. U njemu se nalazi rekonstrukcija snajperskog gnijezda na šestom katu.
Neke predmete namjerno je uništila američka vlada po nalogu Roberta F. Kennedyja, a što uključuje lijes kojim se tijelo Johna F. Kennedyja prenosilo u avionu iz Dallasa u Washington – lijes je Zrakoplovstvo bacilo u more u području gdje bi bilo opasno za eventualne pljačkaše da ga uzmu. Ostali predmeti – šešir koji je Jack Ruby nosio na dan Oswaldovog ubojstva i identifikacijske oznake Oswaldovog leša u mrtvačnici – u rukama su privatnih kolekcionara, a nekada se prodaju po cijeni od nekoliko desetaka tisuća dolara na aukcijama.

## U popularnoj kulturi
Atentat na Kennedyja je kao jedan od najšokantnijih događaja ostavio neizbrisivi utisak na suvremenike, a to je pogotovo bio slučaj s pripadnicima američke baby boom generacije koja se voljela identificirati s ubijenim predsjednikom. Dominacija baby boomera kao konzumenata popularne kulture 1960-ih i 1970-ih, odnosno njihov utjecaj na politiku i kulturu u desetljećima koje su dolazile učinile su atentat na Kennedyja jednom od najvažnijih povijesnih referenci, odnosno temom brojnih djela u književnosti, stripu, glazbi i filmu. Zadnjem je snažan doprinos dao Hollywood, u kojem je Kennedy uživao veliku popularnost i kojem je američka filmska industrija zabave desetljećima odavala počast, stvorivši kult ličnosti koji se proširio i izvan američkih granica.
Djela posvećena atentatu prilaze mu na različite načine. Dio nastoji opisati reakcije običnih ljudi, odnosno reakcije suvremenika na atentat. Kao primjer za to može se navesti The Sounds of The Silence, pjesma dueta Simon & Garfunkel inspirirana atentatom, koja je postala jednom od najpoznatijih pop-pjesama 1960-ih. Kennedyju, kao žrtvi atentatora, posvećena je i pjesma Abraham, Martin and John Dicka Hollera iz 1968. godine, u kojoj se ubijeni predsjednik prikazuje kao mučenik poput Abrahama Lincolna i Martina Luthera Kinga.
Mnogo su poznatija djela koja atentat koriste kao glavni dio zapleta, odnosno pokušavaju dati rekonstrukciju ili objašnjenje atentata, najčešće vezano uz neku od teorija zavjere. Najpoznatije takvo djelo je JFK, holivudski film iz 1991. godine u kome su za atentat opisani vrhovi američkog vojno-industrijskog kompleksa. Osamnaest godina ranije je film Executive Action, prikazan na desetoj godišnjici atentata također atentat opisao kao posljedicu zavjere, ali ga je prikazao na kvazi-dokumentaristički način sa stajališta samih zavjerenika. Atentat je poslužio kao inspiracija za filmove o fiktivnim atentatima i atentatorima, kao što je slučaj s filmom Parallax View iz 1974. godine, francuski I Come Icare iz 1979. i Winter Kills iz 1979. godine, odnosno strip XIII. Zavjeru za ubojstvo Kennedyja je kao glavni element zapleta koristio i James Ellroy u svojim romanima iz Underworld USA trilogije – American Tabloid (1995.) i The Cold Six Thousand (2001.). Atentat je također tema epizoda pojedinih popularnih TV-serija – u Musings of a Cigarette Smoking Man, epizodi Dosjea X, kao atentator na Kennedyja je prikazan Pušač, jedan od glavnih negativaca. Epizoda „Lee Harvey Oswald” TV-serije Quantum Leap je bila jedna od rijetkih u kojoj je prikazana „teorija usamljenog strijelca”.
Atentat na Kennedyja česta je tema i pisaca znanstvene fantastike, pogotovo onih koji koriste motiv alternativne povijesti. U romanu Timescape Gregoryja Benforda poruka iz budućnosti slučajno sprječava atentat stvorivši univerzum u kojem je Robert F. Kennedy umjesto Richarda Nixona obeščašćen skandalom Watergate. Sprječavanje atentata koje izvode vremenski putnici tema je filma Running against Time iz 1990. godine te Timescape iz 2002. godine. Spekulacija o tome što bi se dogodilo da je Oswald živio dovoljno dugo da mu sude za atentat, je predmet dvodijelnog TV-filma The Trial of Lee Harvey Oswald iz 1977. godine.
Neka od djela posvećena atentatu pristupaju mu parodijski, nastojeći ismijati raznorazne fantastične teorije vezane uz atentat. U filmu Bubba Ho-Tep iz 2001. godine tako je jedan od likova crnac koji za sebe tvrdi da je Kennedy koji je preživio atentat. Tikka to Ride je poznata epizoda TV-serije Red Dwarf gdje protagonisti putovanjem kroz vrijeme sprječavaju atentat, ali izazivaju bizarne posljedice koje moraju otkloniti tek ako se ponovno vrate u prošlost i ubiju Kennedyja.
Vjerojatno najkontroverznije djelo vezano uz atentat na Kennedyja je JFK Reloaded, video-igra iz 2004. godine u kojoj igrač igra ulogu Oswalda, odnosno koristiti svoje vještine kako bi ubio Kennedyja gađajući ga sa šestog kata Skladišta.
Atentat na Kennedyja obrađen je i u sklopu hrvatske narodne glazbe. Jozo Karamatić, hrvatski guslar iz Posušja, prema tekstu Bože Lasića objavio je 1965. sedamnaestominutnu epsku pjesmu Smrt u Dalasu.